# Giordano (fiume)
Il Giordano (in arabo نهر الأردن‎?, Nahr al-Urdunn; in ebraico נהר הירדן‎?, Nehar haYarden) è un fiume dell'Asia occidentale che bagna Libano, Siria, Israele, e Giordania. Per i cristiani è un fiume molto importante poiché vi fu battezzato Gesù, mentre per gli ebrei è dove il successore di Mosè, cioè Giosuè, portò il popolo ebraico nella Terra Promessa. Viene spesso menzionato nell'Antico e nel Nuovo Testamento ed è per questo meta di numerosi pellegrinaggi.

## Percorso

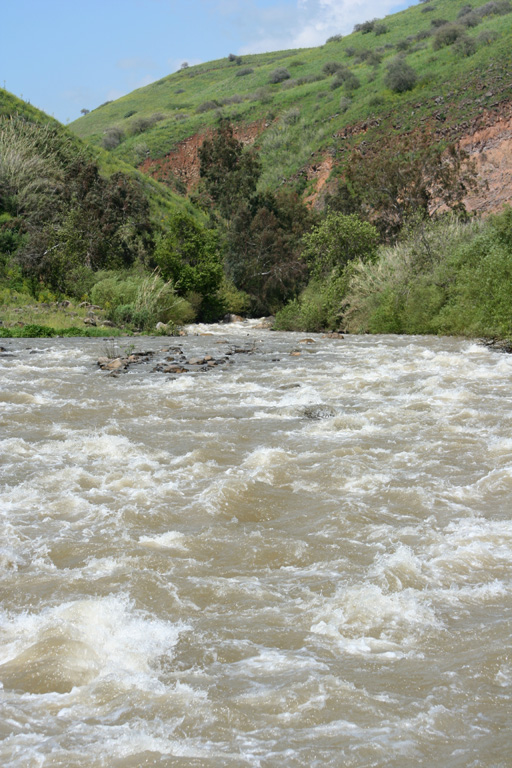
Il corso vallivo.

Il Giordano nasce dal Monte Hermon (2700 m) in Israele al confine con Libano e Siria, è lungo 320 km e subito dopo la sorgente abbandona il Libano per scorrere verso meridione e segnare via via il confine tra Israele e Siria, Israele e Giordania e Cisgiordania. Nasce dalla congiunzione dei fiumi Hasbani, Banyas e Dan.
Raggiunge il lago di Tiberiade (o di Genezareth, biblico Mare di Galilea) e sfocia nel Mar Morto, a 397 m circa sotto il livello del mare, percorrendo la vallata del Gohr, scorrendo in una fossa tettonica collegabile al sistema di fosse dell'Africa orientale.

## Affluenti
Il Giordano riceve diversi affluenti che, tuttavia, non gli apportano un tributo costante di acque nel corso dell'anno: sono infatti quasi tutti asciutti in estate poiché attraversano una regione caratterizzata da un clima tendenzialmente arido. Sono da considerarsi, pertanto, quasi tutti fiumi periodici oppure uadi.
Il fiume Yarmuk è il suo più importante tributario.

## Portata d'acqua

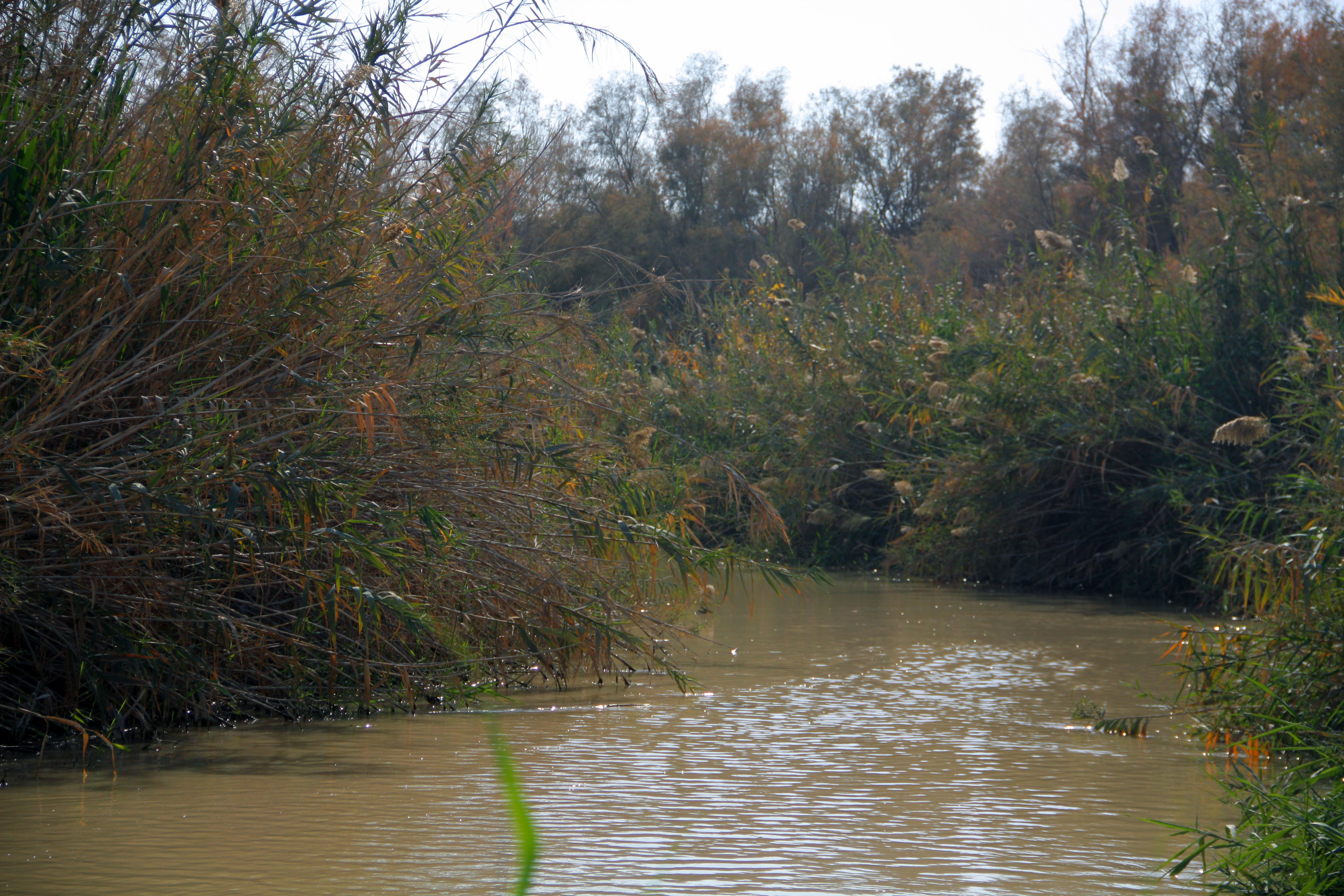
il Giordano nella stagione secca.

La sua portata d'acqua è molto diminuita in questi anni, a causa dello sfruttamento delle acque (sue e dello Yarmuk). In media, alla foce nel Mar Morto, il suo apporto è meno di 30 metri cubi al secondo, con piene che, tuttavia, possono superare i 300 metri cubi al secondo. Questa drastica diminuzione ha già cominciato ad avere gravi conseguenze sul Mar Morto, per cui da parecchi anni si parla di un collegamento con il Mar Rosso, che potrebbe portare un cospicuo contributo alla produzione di energia elettrica per Israele e Giordania.

## Significato religioso
Ancora oggi l'acqua del Giordano è utilizzata per il battesimo dei futuri sovrani del Regno Unito e alcuni discendenti come la principessa Charlotte del Galles, secondogenita dei reali del Regno Unito William e Kate, nipote di Carlo e Diana, battezzata nel 2015.
Secondo la Chiesa ortodossa, vi avverrebbe un miracolo nel giorno della Teofania – ma solo in presenza del patriarca ortodosso di Gerusalemme – che modificherebbe temporaneamente il corso delle acque del fiume.